# El Péndulo
El Péndulo fue una revista argentina de ciencia ficción y literatura fantástica que se sitúa entre las más destacadas del género en su país.
Surgida en 1979 como suplemento de la revista Humor Registrado, pronto se independizó y tuvo dos reencarnaciones a lo largo de los años 80. Se caracterizó por un formato contundente que incluía cuentos, crítica literaria y cinéfila, entrevistas a autores, historietas argentinas, artículos sobre diversos temas y un aporte gráfico que ya desde su portada marcó un precedente. Entre algunos de los colaboradores que dieron a la revista su sello característico se encuentran Pablo Capanna, Elvio Gandolfo, Carlos Gardini, Sergio Gaut vel Hartman y Marcial Souto.
Durante su publicación, además de acercar a sus lectores una compilación de cuentos extranjeros –alejándose de la modalidad de ciencia ficción dura para inclinarse hacia cuentos menos técnicos- albergó en sus páginas varios autores locales y del idioma español en general, promoviendo de esta manera un papel más activo para la literatura fantástica argentina y de habla hispana.

## Antecedentes
En febrero de 1975 Jaime Poniachik y Marcial Souto le propusieron a Andrés Cascioli (entonces director de Chaupinela) la creación de una revista de cuentos y artículos de autores nacionales y extranjeros que ofreciese una lectura variada, información, etc. Cascioli propuso el nombre Teorema, pero como este ya había sido registrado por una librería no pudo ser usado, entonces sugirió El Péndulo. Se preparó el primer número, pero antes de llegar a la imprenta se produjo una crisis económica denominada Rodrigazo, y el proyecto quedó archivado.
Como la propuesta inicial no pudo ver la luz, entre 1976 y 1977 Marcial Souto se encargó de la selección de cuentos para la Revista de ciencia ficción y fantasía y en agosto de ese mismo año fundó Ediciones Entropía, con la que editó un número de la revista homónima, una compilación de cuentos y el primer libro de Mario Levrero editado en la Argentina.
En estas dos revistas ya se dejaban ver algunos aspectos que luego se aplicarían a El Péndulo, como las vistosas ilustraciones para las portadas de la Revista de ciencia ficción y fantasía y la inclusión de fotos de los escritores en Entropía, lo cual era una novedad, dado que no se conocía el aspecto físico de los autores.

## Trayectoria

### Primera época (1979)

#### Suplemento de Humor y Ciencia Ficción
A principios de 1979 Andrés Cascioli y Marcial Souto se empeñaron en revivir el proyecto (Jaime Poniachik no pudo involucrarse porque estaba a cargo de Ediciones de Mente). Se buscó hacer una publicación de ciencia ficción, fantasía y terror que incluyera historietas, crítica y experimentos gráficos. Así, lo que luego sería El Péndulo nació como suplemento de la revista Humor Registrado.
A pesar de que las intenciones por parte de la editorial no eran muy claras, posiblemente porque Souto buscaba hacer algo más literario y Cascioli tenía una visión más ligada a lo gráfico, ya se vislumbraban muchos rasgos de lo que surgiría después en la revista; ofrecer gran cantidad y calidad de imagen, en la forma de ilustraciones e historietas realizadas por los mejores dibujantes de la editorial. Sólo aparecieron dos números, aunque al ser un suplemento no fueron realmente numerados.
Según Capanna en Ciencia ficción Utopía y mercado, cierta inclusión de dibujos en las ficciones se debía en parte al temor de que la gente hubiese perdido el hábito de la lectura, más aún después de tres años de dictadura, durante los cuales la censura no permitía una normal edición de libros.

#### El Péndulo, revista
Al haber surgido como una publicación de Ediciones de la Urraca, El Péndulo nació con el mismo tamaño y formato, de 20 x 28 cm y unas 80 páginas -de las cuales ahora dieciséis eran a todo color-, que había heredado de su versión como suplemento de la revista Humor. La diagramación daba gran importancia a la imagen y se ocupaban más páginas con historietas y tiras que con cuentos. También se le otorgaba un lugar importante a los artículos, notas, comentarios y sección de información. Dibujantes como Horacio Altuna y Alberto Breccia pasaron por sus páginas. El primero de los cuatro números como revista independiente de la Humor apareció en los quioscos en septiembre de 1979, el último en diciembre de 1979.
La historieta Las puertitas del Sr. López apareció aquí por primera vez, para pasar luego a la revista Humor, y tuvo inclusive una adaptación al cine en 1988. Un cuadro de la historieta ilustra la portada de una reencuadernación de los cuatro números de esta época.
Hubo un intento de producir una revista literaria llamada Ficción, posiblemente más cercana a lo que luego sería El Péndulo durante los años 80, pero no prosperó a pesar de estar compuesto el primer número.

### Segunda época (1981-1982)
A principios de la década del ochenta la revista Humor aumentó sus ventas en cien mil ejemplares mensuales, lo que le proporcionó cierta soltura económica a Ediciones de la Urraca, que ahora podía permitirse tomar algunos riesgos, por lo que El Péndulo volvió a editarse.
La novedad de esta época fue la mutación al tamaño revista-libro, de 17 x 22,5 cm y 132 páginas. Cambió mucho la relación imagen-texto, en beneficio de las ficciones, aunque siguió caracterizándose por la gran calidad de las ilustraciones. El primer número de este período apareció en mayo de 1981, el último (n.º 10) en noviembre de 1982.
Fue la época más dinámica y rica de la revista. Gracias al movimiento que generó fue creado el Círculo Argentino de Ciencia Ficción y Fantasía, que nucleó al "fandom" y otorgó a una multitud de revistas de aficionados el impulso para prosperar, entre ellas Cuásar, Nuevomundo, Clepsidra, Sinergía, Parsec, etc.
Se publicaron un buen número de ficciones de autores clásicos de los 50 además de otros más recientes que marcaron un nuevo modo de hacer ciencia ficción en las décadas de 1960 y 1970. Entre estos dos grupos de escritores se encontraban; Brian Aldiss, Philip K. Dick, Alfred Bester, Thomas Disch, James Tiptree, Jr., R. A. Lafferty, Ursula K. Le Guin, Robert Silverberg, Cordwainer Smith, Norman Spinrad, Theodore Sturgeon, Jack Vance, etc. También se publicaron textos de escritores extranjeros no anglosajones, como André Carneiro de Brasil, Sam Lundwall de Suecia, además de los italianos Inisero Cremaschi y Claudio Ferrari.
Poco a poco fueron apareciendo nombres locales, como Angélica Gorodischer y una nueva generación de escritores; Carlos Gardini, Elvio Gandolfo, Sergio Gaut vel Hartman, Eduardo Abel Giménez, Mario Levrero, Cristina Siscar, Rogelio Ramos Signes, etc. Colaboraron en la revista dibujantes como Luis Scafati, Raúl Fortín, Jorge Meijide y otros por entonces más nuevos como Carlos Nine, Kike Sanzol y Oscar Chichoni.
Si bien los cuentos ocupaban la mayor parte de la revista, esta poseía además una variedad de secciones; una informativa llamada "crónicas terrestres" a cargo de Elvio Gandolfo, crítica de cine, de libros -que eran comentados por Capanna, Gardini y Hartman entre otros-, artículos con muy buen nivel y diversidad de temas (algunos traducciones de textos pertenecientes a escritores reconocidos, pero en su mayoría los artículos eran escritos por Capanna), cartas de los lectores e historietas.
Como curiosidad se puede destacar la publicación en ocho entregas del ensayo Los nuevos apócrifos de John Sladek, dedicado a analizar las falacias de las pseudociencias, y la novela completa El lugar, de Mario Levrero.

### Tercera época (1986-1987)
Aunque se la identificó como nueva época, en realidad fue una continuación de la segunda, ya que la numeración continuó y solo cambió levemente su diseño gráfico. El primer número de esta época apareció en septiembre de 1986, el último (n.º 15) en mayo de 1987.
En el número 13 apareció un artículo de Sam J. Lundwall que presentaba un recorrido por la historia de las revistas de ciencia ficción, ya que estas jugaron muchas veces un papel importante, impulsando al género y trayendo nuevos escritores. En el artículo, publicado en su libro Science fiction: An Illustrated Story y republicado en la revista Foundation, donde el análisis cubría revistas de CF de todo el mundo, escribió:

La revista norteamericana The Magazine of Fantasy and Science Fiction es una de las tres mejores del mundo, las otras dos son la argentina El Péndulo, sin duda la mejor revista de ciencia ficción en contenido, presentación y diseño que se haya publicado jamás en cualquier sitio y la húngara Galaktika.

Entre la segunda y tercer época, Marcial Souto y los colaboradores de esta publicación por entonces interrumpida formaron parte de una nueva versión de la revista Minotauro, la cual siguió un criterio editorial similar al de los diez números de El Péndulo primera época.

### El Péndulo, "Libros" (1990-1991)
Estos dos ejemplares de "Libros" de El Péndulo representaron el final de una magnífica historia de calidad literaria y gráfica en revistas de CF argentina, llevada adelante por Marcial Souto. Estos libros eran, en realidad, prácticamente idénticos en estética y muy similares en contenido a los números anteriores de la revista, aunque con casi nada de material gráfico. Posiblemente la colección haya sido una estrategia editorial para que el material ya preparado para dos números de la revista viera finalmente la luz.

### Medios en que colaboran ex intengrantes de El Péndulo
- Sinergia (Continuación (en formato digital) de la revista creada por Sergio Gaut vel Hartman)
- Suplemento Futuro (Pagina/12) (Artículo del 4 de septiembre del 2004, suplemento en el que colabora Pablo Capanna)
- Axxón, (E-zine Argentino sobre Ciencia Ficción, Fantasia y Terror)
- Cuásar (revista argentina de ciencia ficción)

### Entrevistas
- Pablo Capanna: Revista Axxón, Revista Ñ, diario Clarín Archivado el 28 de febrero de 2009 en Wayback Machine., suplemento Radar, Pagina/12, Revista Quinta dimensión
- Elvio Gandolfo: El interpretador.net, Archivado el 6 de julio de 2009 en Wayback Machine., suplemento Radar, Pagina/12
- Carlos Gardini: Revista Axxón, Suplemento Futuro
- Sergio Gaut vel Harman: Enciclopedia Axxón, NGC3660, La idea fija